# Starcza
Starcza ist ein Dorf und Sitz der gleichnamigen Landgemeinde im Powiat Częstochowski der Woiwodschaft Schlesien in Polen.

## Geschichte
Das örtliche unbewohnte Dickicht namens Pniewno wurde schon im Jahr 1270 und 1341 erwähnt und gehörte bis zum 15. Jahrhundert zu Schlesien, möglicherweise mit nur einem Haus. Der Ort an der Grenze zu Oberschlesien mit fünf Häusern im Kreis Lelów in der Woiwodschaft Krakau in der Adelsrepublik Polen-Litauen wurde jedoch erstmals im Jahr 1660 erwähnt. Kirchlich gehörte die Pfarrei zu der im Jahr 1606 errichteten Pfarrei in Poczesna, obwohl die Bewohner bis zum 18. Jahrhundert die Kirche im schlesischen Lubsza besuchten.
Der Ortsname ist vom Personennamen Starzec (Greis) mit dem Suffix -ja abgeleitet, früher auch als Starcze (1790) pluralisiert.
Im Zuge der zweiten polnischen Teilung kam der Ort 1793 an Preußen. 1807 kam er ins Herzogtum Warschau und 1815 ins neu entstandene russisch beherrschte Kongresspolen. Nach dem Ende des Ersten Weltkriegs kam Starcza zu Polen, Woiwodschaft Kielce. Beim Überfall auf Polen 1939 wurde das Gebiet von den Deutschen besetzt und dem Landkreis Blachstädt im neuen „Ostoberschlesien“ zugeordnet.
1898 siedelte sich in Koziegłowy als Vikar der römisch-katholischen Pfarrei und ein Anhänger des Mariavitismus, Apolinary Maria Hieronim Skrzypiciel, der vor seinem Tod im Jahr 1937 Tausende Bewohner in der Umgebung bewegte und zum Bau der Mariaviten-Kirchen in Koziegłowy, Gniazdów und Starcza inspirierte. Zunächst entstand die Pfarrei in Starcza im Jahr 1909. Die drei Gemeinden gehören heute zum Diözese von Schlesien-Łódź der Altkatholischen Kirche der Mariaviten, obwohl keiner der Sitze in Schlesien liegt.
Von 1975 bis 1998 gehörte Starcza zur Woiwodschaft Częstochowa.

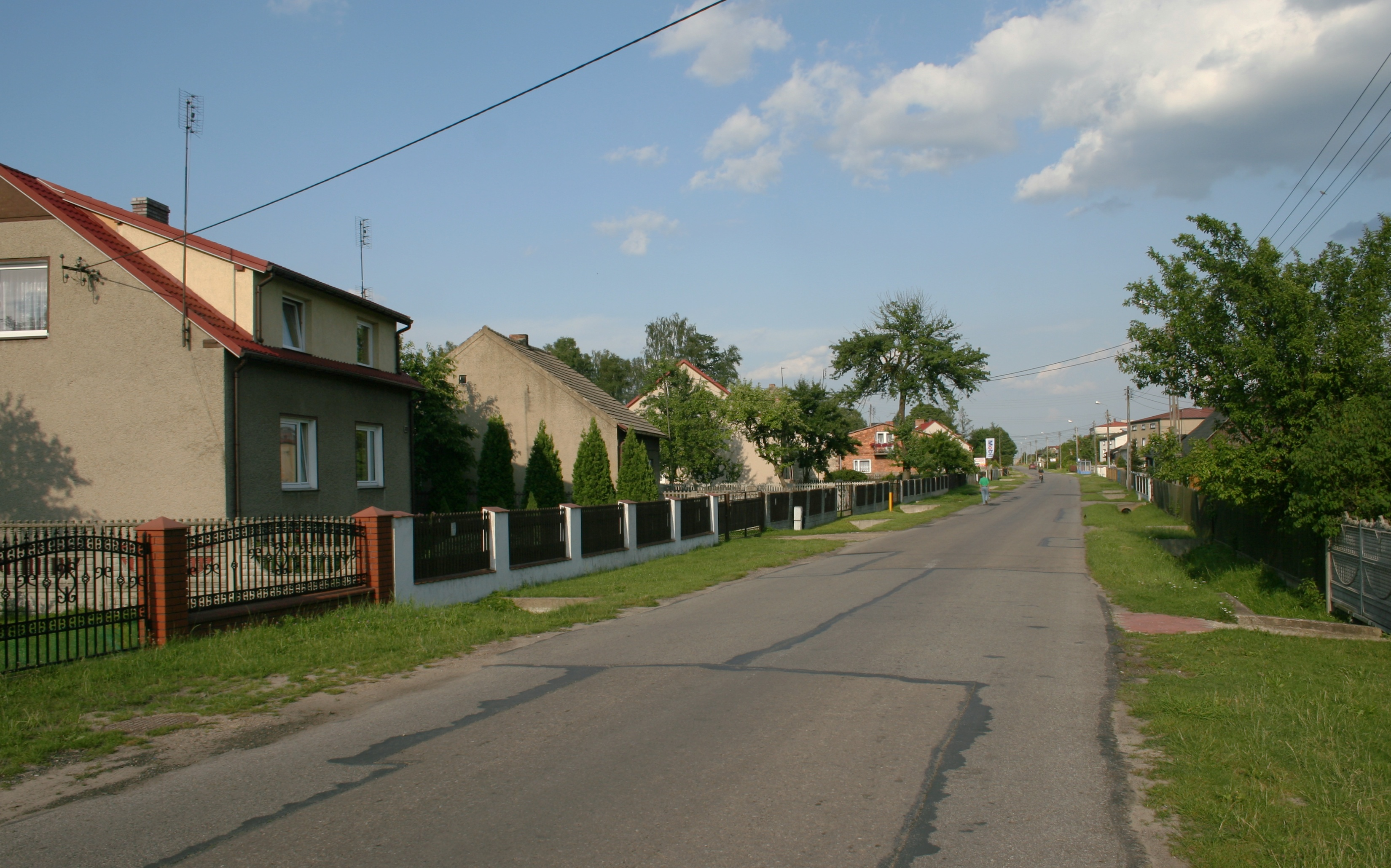
Eine Straße im Dorf
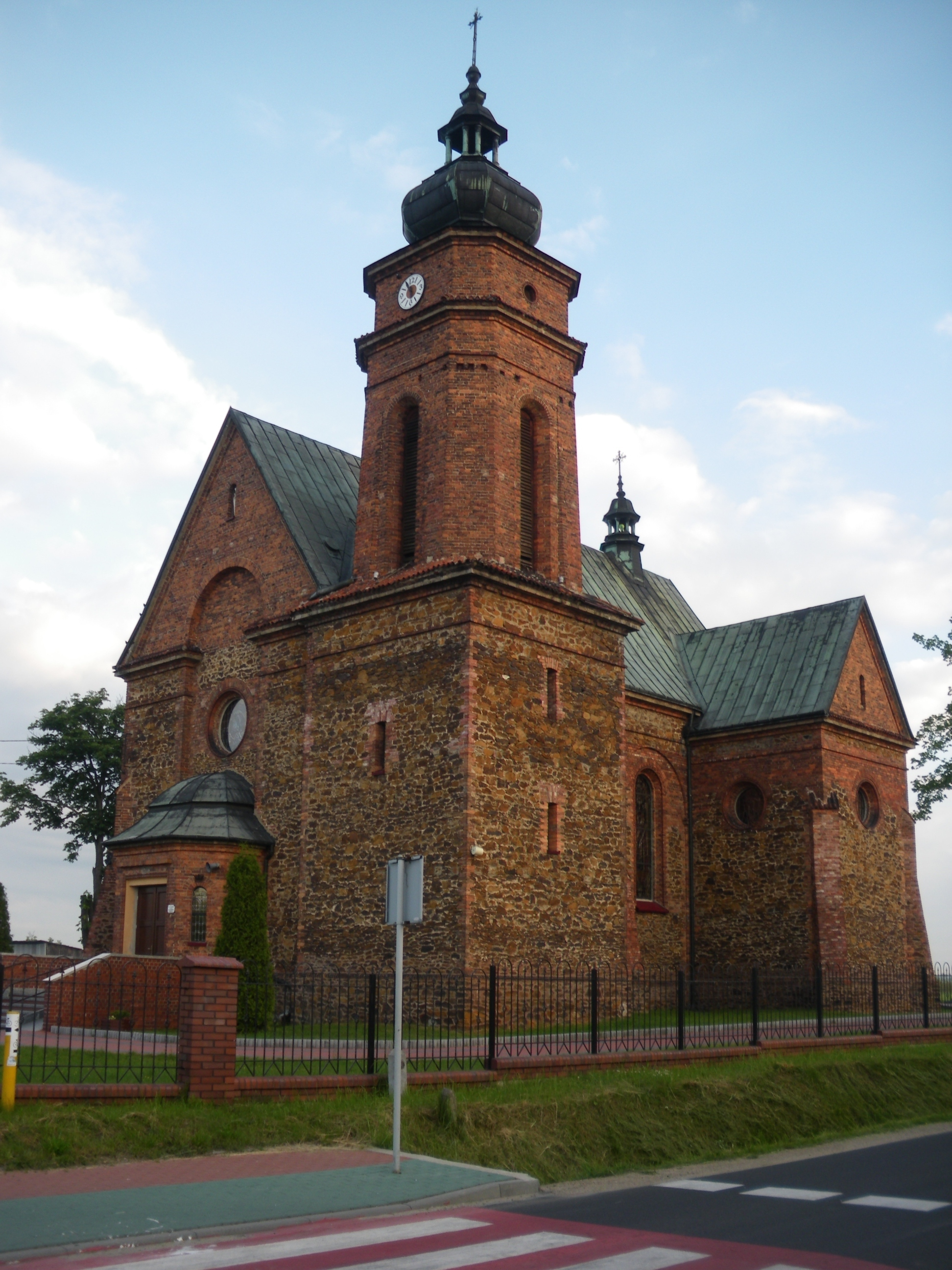
Römisch-katholische Kirche
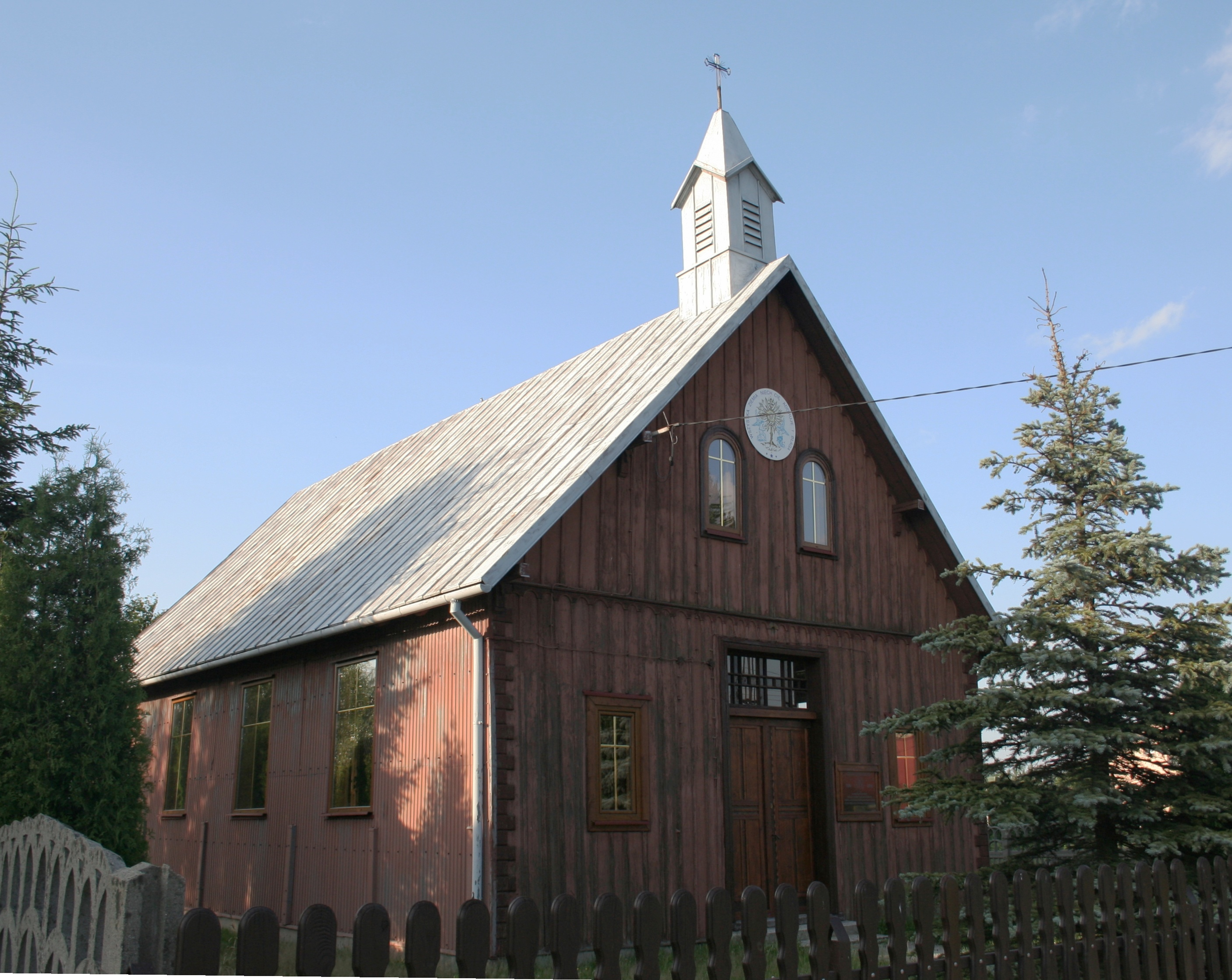
Kirche der Mariaviten